# Покровське (платформа)
Покровське (рос. Покровское) — залізнична платформа Курського напрямку МЗ, у складі лінії МЦД-2. Розташовано у Москві. Відкрита в 1951 році.
Розташовується на межі районів Чертаново-Центральне та Бірюлево-Західне. Покровське має дві берегові платформи. Над платформою, на північ від неї, проходить Покровський шляхопровід вулиці Подільських Курсантів. Шляхопровід сполучений з платформами зупинкового пункту сходами і служить також як надземний перехід між платформами. Зупинний пункт знаходиться в межах станції Червоний Будівельник.
Є пряме безпересадкове сполучення:
- На північ:
  - У напрямку від Покровське до станцій: Новоєрусалімська, Усово, Звенигород, Бородіно.
  - У напрямку до Покровське зі станцій Рум'янцево, Звенигород
- На південь у напрямку до/зі станції Серпухов.

На захід від платформи — храм Покрова Пресвятої Богородиці на Городні, далі — житлова забудова. На схід — дві головні колії Курського ходу, використовуваних для вантажного руху, далі — під'їзні колії станції Червоний Будівельник, прямуючі в промислову зону. На південь від платформи, зі східного боку від колій — Покровське кладовище.

## Пересадки
- Автобус: м96, м97, 852, с908, с960, с970, 980, дп98